# Paola Reynoso Gutiérrez
Paola Reynoso Gutiérrez, es una administradora mexicana y ganadora del premio Young Leaders of Education.

## Trayectoria

### Estudios
Ingresó a la Facultad de Contaduría y Administración, en la carrera de Administración. Posteriormente, estudió en el MCI Management Center Innsbruck en Austria, Northumbria University y la Universidad de Bristol en Reino Unido. Representó a México en concursos internacionales como CEO for One Month de Grupo Adecco, Bain Challenge de Bain & Company y McKinsey Achievement Award de McKinsey & Company.

#### Aportaciones
Reynoso se ha convertido en influencer de la educación, desde redes sociales orienta y motiva a estudiantes a avanzar en sus estudios y a participar en convocatorias de becas como Santander Universidad. Actualmente se desarrolla en el área administrativa como customer service executive en Henkel. Igualmente quiere enfocarse en la educación sostenible, invirtiendo los mil euros que ganó con este premio para un diplomado que ayude a su propuesta.

## Premios y reconocimientos
Reynoso además ganó en 2023 el premio Young Leaders of Education, otorgado por Santander Universidad y en el que la finalidad es incorporar una visión fresca en inspiradora a estudiantes universitarios. Al ser una de las 58 finalistas entre los más de 35 mil candidatos de 14 universidades a nivel global, fue invitada al V Encuentro Internacional de Rectores por Universia de Santander en Valencia, España. Tanto en su ensayo ganador como en un video, la mexicana habló sobre modernizar los modelos educativos y aprovechar las nuevas plataformas en favor a la educación y preparar al alumnado a afrontar retos laborales en robótica o inteligencia artificial.
De esta manera, Reynoso propone flexibilizar los modelos educativos para abarcar y tomar en consideración nuevos formatos como Chat GPT y así conseguir que sean modelos más sostenibles. Igualmente, habla sobre los empleos que fueron sustituidos por robots y sobre como el estudiantado puede prepararse para estos nuevos retos en la sociedad tecnológica.